# Tom et Jerry au cirque
Pour plus de détails, voir Fiche technique et Distribution.
Tom et Jerry au cirque (Jerry-Go-Round) est un cartoon de Tom et Jerry réalisé par Abe Levitow, produit par la Metro-Goldwyn-Mayer sorti en 1966.

## Musique
- Eugene Poddany